# Arreglo pacífico de controversias
El arreglo pacífico de controversias consiste en el arreglo de los conflictos internacionales por medios pacíficos de tal manera que no se pongan en peligro ni la paz y la seguridad internacionales. La prohibición del uso de la fuerza es considerado por la Corte Internacional de Justicia un principio básico y estructural del Derecho Internacional contemporáneo.
Distinguimos dos tipos de acciones para la solución de conflictos: métodos políticos o diplomáticos y el arbitraje internacional.

## Métodos políticos o diplomáticos
Los Estados tienen intereses en común, estos intereses generalmente son recursos los cuales un estado con otro quiere negociar, y esto es  lo que pone fin a la controversia, mantienen la capacidad de su resolución. Sin embargo, pueden contar con la asistencia de un tercero ajeno a la controversia.

### Negociaciones
Es el más conveniente, se basa en el contacto directo entre los Estados que motivan la controversia. Siempre constituye el primer paso en todo proceso de arreglo diplomático. Incluso la Carta de las Naciones Unidas determina que no puede someterse un asunto a consideración del Consejo de Seguridad si de manera previa no se ha hecho uso de la negociación. Consiste en la negociación directa en el momento en que se presenta la controversia, los países manifiestan su posición sobre un asunto específico que los enfrenta, procuran llegar a un arreglo en el que sus intereses no se vean seriamente afectados por las concesiones que tienen que otorgar; es un método informal y es el método diplomático más antiguo. Desafortunadamente, es ineficiente para el manejo de controversias complejas.

### Buenos oficios y mediación
Se habla de “buenos oficios” cuando un país, al advertir que existe una controversia, procura aproximar a las partes contendientes por medio de la diplomacia. La intervención de este tercer país puede darse de manera espontánea o a solicitud de los países involucrados en la disputa. Los buenos oficios proceden incluso cuando ya se ha desencadenado un conflicto. El tercer Estado puede exhortar a las partes a que inicien o reinicien negociaciones, o intenten usar otro método para solucionar la controversia. La diferencia existente entre los Buenos Oficios y la Mediación es que en el primero de estos métodos no existe una "propuesta" para resolver la controversia, solo se intenta aproximar a las partes a que lleguen a una solución. Por otro lado, en la Mediación puede mediar una propuesta para solucionar el conflicto, aunque dicha propuesta no es obligatoria para las partes en litigio.

### Conciliación
Tiene un aspecto semi-judicial porque se basa en la metodología usada en el proceso de arbitraje. La comisión encargada de conciliar tiene que elucidar los hechos, oír a las partes y proponer soluciones que no necesariamente obligan a las partes, pero la decisión última no tiene el peso de una determinación jurídica. Es más formal y menos flexible que la mediación; tiene un procedimiento más riguroso con normas metodológicas, el manejo de las conclusiones es más estricto; si las propuestas de un mediador no se aceptan, puede formular nuevas opciones hasta que las partes estén satisfechas. El conciliador tiende a generar un solo informe, que de no ser aceptado se desecha, con lo que concluye el proceso de conciliación en un fracaso. Este proceso se debe reiniciar con nuevas reglas y nuevos conciliadores que satisfagan a las partes. Cuando la disputa versa sobre asuntos difíciles, la conciliación toma un rumbo parecido al arbitraje, con la única diferencia de que las partes no están obligadas a aceptar los términos de acuerdo del conciliador.

### Investigación
Todo procedimiento de solución de conflictos comporta una parte de establecimiento de los hechos, es decir, una investigación. Lo propio en un procedimiento de investigación es confiar a un tercero imparcial a la misión de establecer los hechos, y ceñirse a ellos, que son descritos o interpretados de manera diferente por los estados, siendo esta divergencia de apreciación la base constitutiva del diferendo.

## El Arbitraje Internacional
Se diferencian de los medios políticos o diplomáticos en que un tercero imparcial dicta e impone con carácter obligatorio la solución de la controversia.

### El Arbitraje
Se trata de un medio de arreglo en el que, con fundamento en el consentimiento de las partes implicadas, supone que un tercero imparcial constituido ad hoc -el órgano arbitral-, examina una controversia concreta que concluye con una resolución vinculante y de obligado acatamiento.
Históricamente, el arbitraje fue el primer y el único procedimiento judicial de controversias. Se diferencia de la mediación en que en este, el árbitro se pronuncia mediante una cuestión de derecho y en el caso del mediador es un compromiso. Puede existir el arbitraje institucional - además del ad hoc - expedido por alguna de las dos partes a un tercero.

### El Arreglo Judicial Internacional
Un órgano permanente, independiente e imparcial resuelve con carácter obligatorio los litigios que le son sometidos, a través de un procedimiento preestablecido y mediante la aplicación del Derecho Internacional. Un ejemplo de este tipo de órgano es la Corte Internacional de Justicia.
es cuando un país decide someter sus discrepancias ya sea por medios diplomáticos o jurídicos